# Andrius Mazuronis

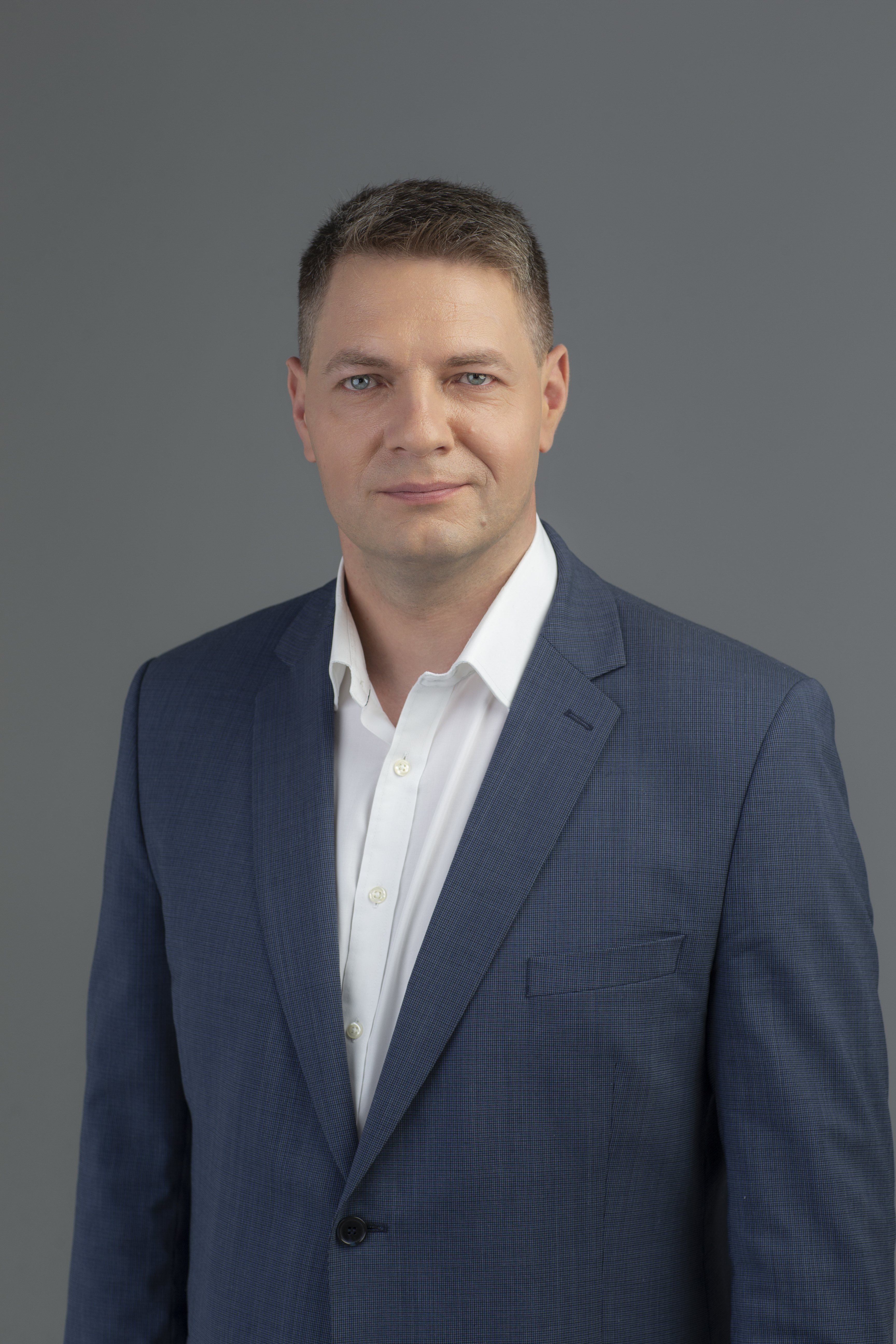
Andrius Mazuronis, 2020

Andrius Mazuronis (* 13. Juli 1979 in Šiauliai, Litauische SSR) ist ein litauischer liberaler Politiker und ehemaliger Bauingenieur. Seit November 2020 ist er Parlamentsvizepräsident im 13. Seimas.

## Leben
Andrius Mazuronis absolvierte nach dem Abitur an der Mittelschule „Aidas“ Šiauliai von 1997 bis 2001 das Bachelorstudium sowie von 2001 bis 2003 das Masterstudium des Bauingenieurwesens an der Vilniaus Gedimino technikos universitetas. Von 2001 war er Projektleiter von UAB „Hronas“, von 2003 bis 2007 von UAB „Middle Europe Investmens Baltija“, von 2006 Generaldirektor von UAB „Kirtimų logistikos centras“ und von 2007 bis 2008 Baudirektor von UAB „Kindis“. Von 2008 bis 2016 war er und seit dem 9. April 2019 ist er  Mitglied des Seimas (statt Arūnas Gelūnas).
Er ist Mitglied von Darbo partija. Ab  2015 war Mitglied der LRLS und davor Mitglied der Partei Tvarka ir teisingumas.

## Familie
Sein Vater ist Politiker und Architekt Valentinas Mazuronis.
Mit seiner Frau Laura hat er die Söhne Kajus und Artas.